# 東経88度線
東経88度線（とうけい88どせん）は、本初子午線面から東へ88度の角度を成す経線である。北極点から北極海、アジア、インド洋、南極海、南極大陸を通過して南極点までを結ぶ。
東経88度線は、西経92度線と共に大円を形成する。

## 通過する地域一覧
東経88度線は、北極点から南極点まで南に向かって以下の場所を通っている。
| 地理座標                                             | 国土・領土・領海 | 備考                                                  |
| ---------------------------------------------------- | ---------------- | ----------------------------------------------------- |
| 北緯90度0分 東経88度0分 / 北緯90.000度 東経88.000度  | 北極海           |                                                       |
| 北緯81度8分 東経88度0分 / 北緯81.133度 東経88.000度  | カラ海           |                                                       |
| 北緯75度38分 東経88度0分 / 北緯75.633度 東経88.000度 | ロシア           | リングネス島（英語版）                                |
| 北緯75度37分 東経88度0分 / 北緯75.617度 東経88.000度 | カラ海           |                                                       |
| 北緯75度7分 東経88度0分 / 北緯75.117度 東経88.000度  | ロシア           |                                                       |
| 北緯49度13分 東経88度0分 / 北緯49.217度 東経88.000度 | モンゴル         |                                                       |
| 北緯48度46分 東経88度0分 / 北緯48.767度 東経88.000度 | 中華人民共和国   | 新疆ウイグル自治区 - 約15km                           |
| 北緯48度37分 東経88度0分 / 北緯48.617度 東経88.000度 | モンゴル         | 約6km                                                 |
| 北緯48度34分 東経88度0分 / 北緯48.567度 東経88.000度 | 中華人民共和国   | 新疆ウイグル自治区 チベット自治区                     |
| 北緯27度55分 東経88度0分 / 北緯27.917度 東経88.000度 | ネパール         |                                                       |
| 北緯27度10分 東経88度0分 / 北緯27.167度 東経88.000度 | インド           | 西ベンガル州 - 約6km                                  |
| 北緯27度6分 東経88度0分 / 北緯27.100度 東経88.000度  | ネパール         |                                                       |
| 北緯26度22分 東経88度0分 / 北緯26.367度 東経88.000度 | インド           | ビハール州 西ベンガル州 ビハール州 西ベンガル州       |
| 北緯21度53分 東経88度0分 / 北緯21.883度 東経88.000度 | インド洋         |                                                       |
| 南緯60度0分 東経88度0分 / 南緯60.000度 東経88.000度  | 南極海           |                                                       |
| 南緯66度0分 東経88度0分 / 南緯66.000度 東経88.000度  | 南極大陸         | オーストラリア南極領土（ オーストラリアが領有権主張） |